# Saint-Aubin-le-Monial
Saint-Aubin-le-Monial – miejscowość i gmina we Francji, w regionie Owernia-Rodan-Alpy, w departamencie Allier.

## Demografia
Według danych na rok 1990 gminę zamieszkiwało 269 osób, a gęstość zaludnienia wynosiła 12 osób/km². W styczniu 2015 r. Saint-Aubin-le-Monial zamieszkiwało 285 osób, przy gęstości zaludnienia wynoszącej 12,7 osób/km².